# 卵管蓄膿症
卵管蓄膿症（らんかんちくのうしょう、pyosalpink）とは閉鎖された卵管内に膿様分泌物が貯留したもので、卵管の膨隆を伴う。卵管膿腫とも呼ばれる。化膿性子宮内膜炎、子宮蓄膿症に続発するものが多い。両側性の場合は受胎できない。有効な治療法は無い。